# Monument 500 jaar Evangelische Broedergemeente
Het monument 500 jaar Evangelische Broedergemeente is een gedenksteen in Paramaribo, Suriname. De steen staat op een gemetselde verhoging op het binnenerf van de Grote Stadskerk en herdenkt het toen 500-jarige bestaan van de Evangelische Broedergemeente.
De steen werd gemaakt door Louis Wijdenbosch en is een geschenk van de zusters van Liefde en Werk en de Zusterkring Grote Stadskerk. Met de onthulling op 28 februari 1957 droeg zuster Belfor het over aan praeses V. Muller van het kerkbestuur. De dag erna werd een receptie gehouden die werd bezocht door onder meer gouverneur Jan van Tilburg en enkele ministers.
De Evangelische Broedergemeente Suriname (EBGS) was in 1957 uitgegroeid tot een prominente geloofsgenootschap van Suriname. Het genootschap werd in 1457 gesticht door Jan Hus uit Bohemen en Moravie in Midden-Europa. Zijn volgelingen kwamen na vervolgingen en omzwervingen in Herrnhut terecht waar graaf Nikolaus von Zinzendorf de hernieuwde Broedergemeente stichtte. In 1735 bereikten de drie eerste Broeders Suriname, uiteindelijk gevolgd door 850 zendelingen en medewerkers. Eind 20e eeuw telde de EBGS inmiddels bijna 50.000 kerkleden.
De steen bevat de tekst:
Vicit Agnus Noster
Eum Sequamur
Hebr. 13:7
Nanga taki tangi
Na da jubel jari
Vo wi amitri kerki
1457 1 maart 1957